# Low Westwood
Low Westwood – wieś w Anglii, w hrabstwie Durham. Leży 22 km na północny zachód od miasta Durham i 394 km na północ od Londynu.